# Siarczek wapnia
Siarczek wapnia, CaS – nieorganiczny związek chemiczny z grupy siarczków, sól wapnia i kwasu siarkowodorowego. Tworzy białe kryształy o strukturze typu NaCl. Jak wiele siarczków ma zapach siarkowodoru – jest to spowodowane uwalnianiem tego gazu podczas hydrolizy:
CaS + H
2O → Ca(SH)(OH)
Ca(SH)(OH) + H
2O → Ca(OH)
2 + H
2S↑
Jest pośrednim produktem podczas produkcji wapna palonego z gipsu:
CaSO
4 + 2C → CaS + 2CO
2↑
CaS + 3CaSO
4 → 4CaO + 4SO
2↑